# Szpiglasowy Ząb

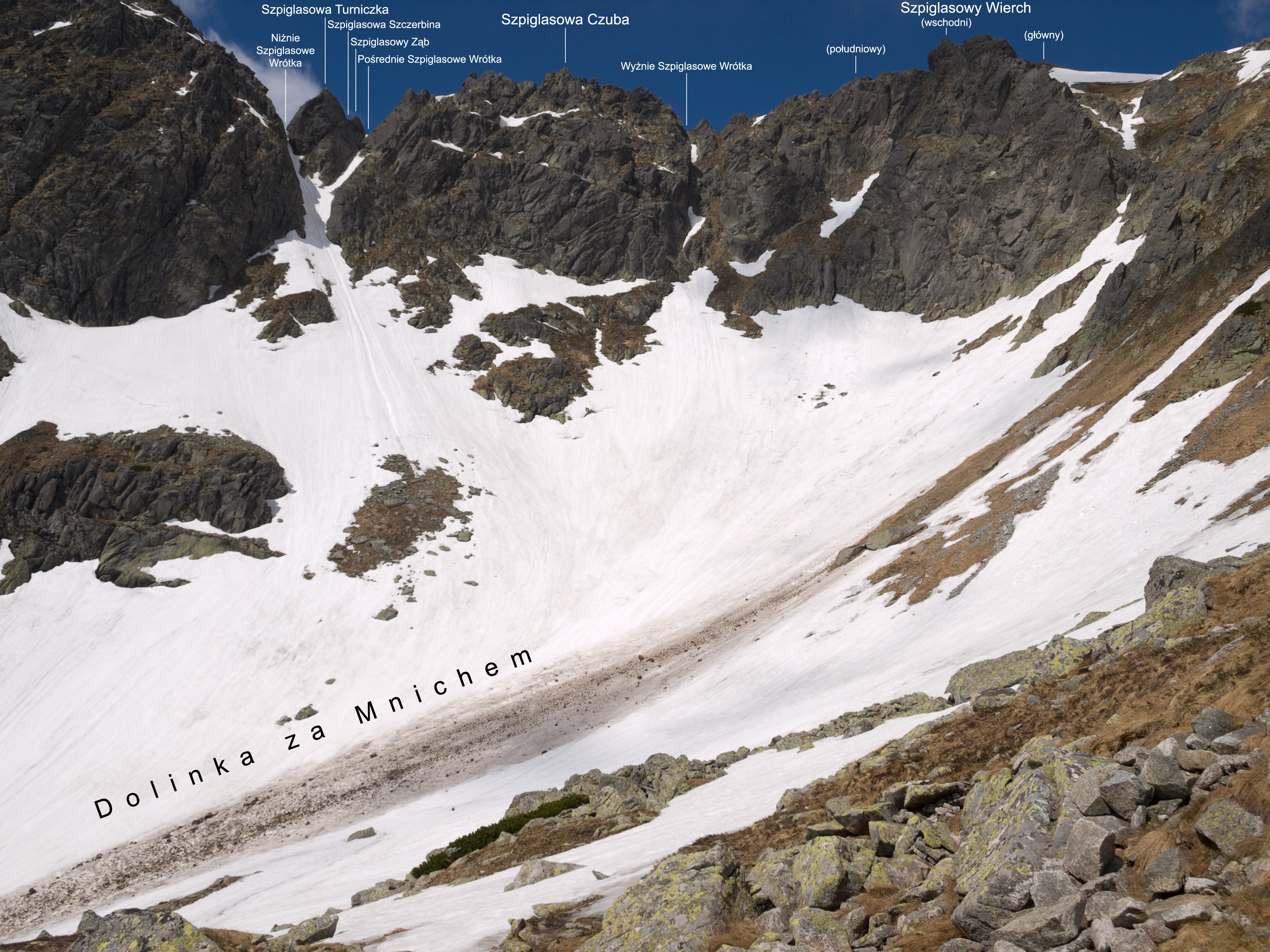
Widok z Doliny za Mnichem

Szpiglasowy Ząb (słow. Hrubý zub, niem. Löchriger Zahn, węg. Liptói-fog) – turniczka (2120 m) w grani głównej Tatr Wysokich, w odcinku zwanym Szpiglasową Granią. Znajduje się w niej pomiędzy Pośrednimi Szpiglasowymi Wrótkami (ok. 2110 m) i Szpiglasową Szczerbiną (ok. 2115 m).
Szpiglasową Granią biegnie granica polsko-słowacka. Północno-wschodnie stoki opadają do polskiej Dolinki za Mnichem, południowo-zachodnie do słowackiej Doliny Ciemnosmreczyńskiej. 
Szpiglasowy Ząb jest bardzo podobny do wyższej Szpiglasowej Turniczki. Obydwie turniczki tworzą jedną płytową całość przeciętą skośną szczeliną. Ich płytowa ściana opadająca do Doliny za Mnichem ma wysokość około 40 m. Pierwsze przejście ich granią – Janusz Mączka 27 lipca 1966 roku podczas przejścia całej Szpiglasowej Grani. Przejście to nie jest zbyt trudne (II, miejscami III w skali tatrzańskiej), jednak w ostatnich latach zdarzyły się na nim 3 śmiertelne wypadki. Jeden z nich właśnie pod Szpiglasowym Zębem i Szpiglasową Turniczką. Upamiętnia go krzyż w skałach. 
Obecnie  Szpiglasowa Grań i jej ściany są wyłączone z uprawiania turystyki i taternictwa. 

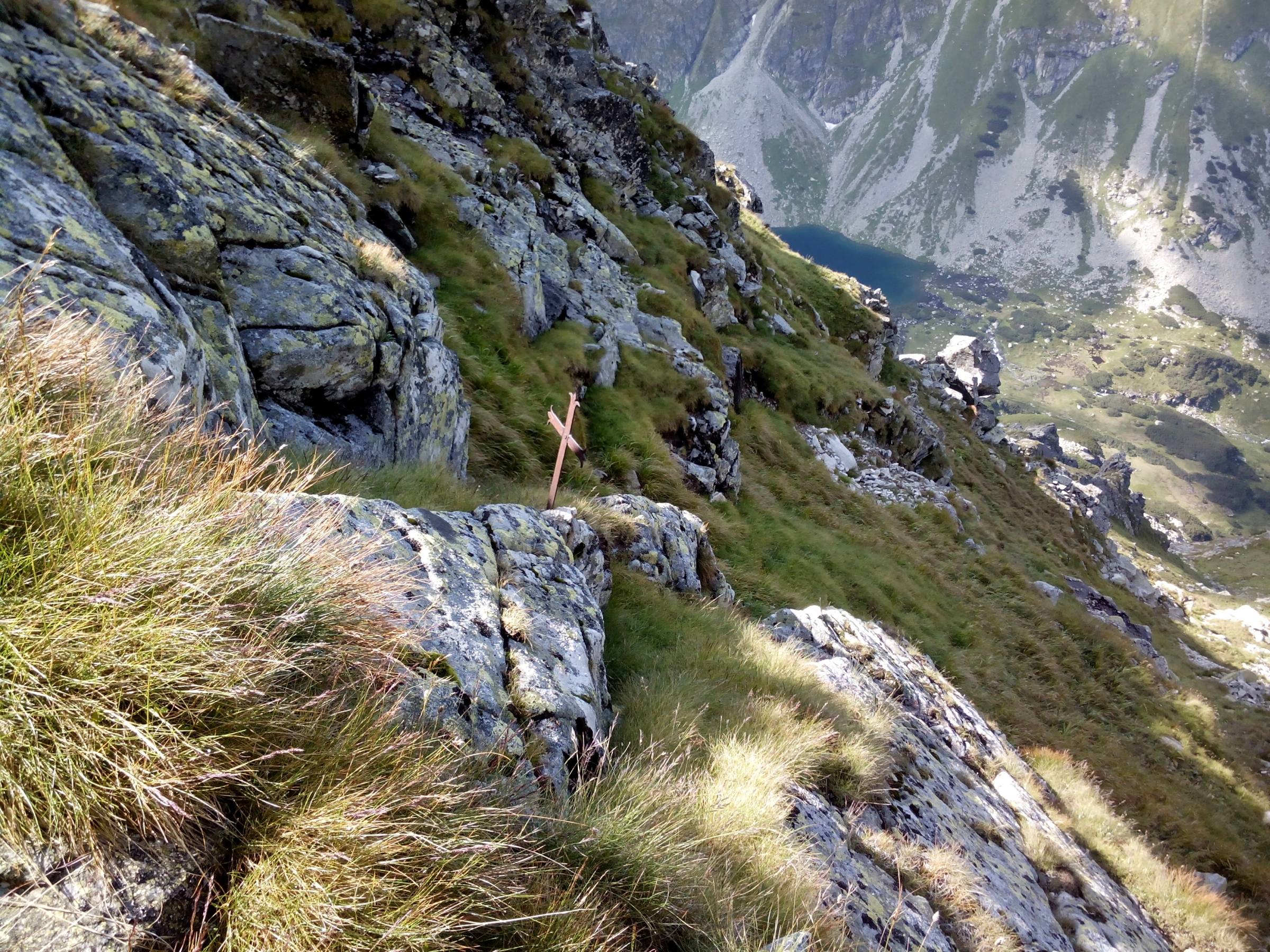
Krzyż pod Szpiglasowym Zębem